# Neozavrelia longappendiculata
Neozavrelia longappendiculata är en tvåvingeart som beskrevs av Albu 1980. Neozavrelia longappendiculata ingår i släktet Neozavrelia och familjen fjädermyggor. Arten är reproducerande i Sverige. Inga underarter finns listade i Catalogue of Life.